# Helcogramma steinitzi
Helcogramma steinitzi is een straalvinnige vissensoort uit de familie van drievinslijmvissen (Tripterygiidae). De wetenschappelijke naam van de soort is voor het eerst geldig gepubliceerd in 1980 door Clark.